# Victor Russu
Victor Russu (n. 7 ianuarie  1847, Mineu — d. iunie 1910, Budapesta) a fost un istoric, preot și scriitor din Ungaria. 
A absolvit cursurile școlii medii și ale liceului la Beiuș. În perioada 1865-1870 a urmat cursuri de teologie și istorie la diferite școli superioare: un an la Blaj, un an la Satu Mare, doi ani la Viena și un an la Karlsruhe (Germania). În octombrie 1871 a fost numit profesor la Școala Pedagogică din Cluj, unde a predat limba germană, geografia și științele naturii. Victor Russu a fost scos de la catedră în vara anului 1890, retrăgându-se pentru o vreme la rudele din Sălaj. În cele din urmă s-a stabilit la Budapesta, de unde a avut o contribuție importantă la volumul Schița monografică a Sălagiului (Șimleu, 1908). A fost membru activ al mai multor societăți: Asociația Transilvană pentru Literatura Română și Cultura Poporului Român, Muzeul Transilvan, Societatea Apicultorilor din Cluj, etc. 

## Cărți
- Suspinele silvelor (Karlsruhe, 1872),
- Din trecutul Silvaniei (Gherla, 1889),
- Silvania anticã (București, 1890).
- Volum colectiv: Schița monografică a Sălagiului (Șimleu, 1908).